# Nogomet na OI 1972.
Nogomet na Olimpijskim igrama u Münchenu 1972. godine uključivao je natjecanja samo u muškoj konkurenciji. Zanimljivo je da su dodijeljena dva kompleta brončanih medalja, nakon što je susret za treće mjesto između SSSR-a i Istočne Njemačke završio neodlučenim rezultatom.

## Osvajači medalja - muški
| Zlato | Srebro | Bronca | Bronca |
| --- | --- | --- | --- |
| Poljska Hubert Kostka Zbigniew Gut Jerzy Gorgoń Zygmunt Anczok Lesław Ćmikiewicz Zygmunt Maszczyk Jerzy Kraska Kazimierz Deyna Zygfryd Szołtysik Włodzimierz Lubański Robert Gadocha Ryszard Szymczak Antoni Szymanowski Joachim Marx Grzegorz Lato Marian Ostafiński Kazimierz Kmiecik Trener: Kazimierz Górski | Mađarska István Géczi Péter Vépi Miklós Páncsics Péter Juhász Lajos Szücs Mihály Kozma Antal Dunai Lajos Kü Béla Váradi Ede Dunai László Bálint Lajos Kocsis Kálmán Tóth László Branikovics József Kovács Csaba Vidács Adám Rothermel | SSSR Oleg Blokhin Murtaz Khurtsilava Yuri Istomin Vladimir Kaplichny Viktor Kolotov Yevgeni Lovchev Sergei Olshansky Yevgeni Rudakov Vyacheslav Semenov Gennadi Evryuzhikhin Oganes Zanazanyan Andrei Yakubik Arkadi Andriasyan Revaz Dzodzuashvili Iosef Sabo Yuri Eliseev Vladimir Onishchenko Anatoli Kuksov Vladimir Pilgui | Istočna Njemačka Jürgen Croy Manfred Zapf Konrad Weise Bernd Bransch Jürgen Pommerenke Jürgen Sparwasser Hans-Jürgen Kreische Joachim Streich Wolfgang Seguin Peter Ducke Frank Ganzera Lothar Kurbjuweit Eberhard Vogel Harald Irmscher Ralf Schulenberg Reinhard Hāfner Siegmar Watzlich Trener: Georg Buschner |